# Libnotes (Afrolimonia) irrorata
Libnotes (Afrolimonia) irrorata is een tweevleugelige uit de familie steltmuggen (Limoniidae). De soort komt voor in het Afrotropisch gebied.